# Сентер-Айленд (Нью-Йорк)
Сентер-Айленд (англ. Centre Island) — селище (англ. village) в США, в окрузі Нассау штату Нью-Йорк. Населення — 407 осіб (2020).

## Географія
Сентер-Айленд розташований за координатами 40°53′55″ пн. ш. 73°31′19″ зх. д. / 40.89861° пн. ш. 73.52194° зх. д. (40.898546, -73.521919).  За даними Бюро перепису населення США в 2010 році селище мало площу 2,83 км², з яких 2,82 км² — суходіл та 0,00 км² — водойми.

## Демографія
Згідно з переписом 2010 року, у селищі мешкало 410 осіб у 168 домогосподарствах у складі 114 родин. Густота населення становила 145 осіб/км².  Було 232 помешкання (82/км²).
Расовий склад населення:
| - 93,9 % — білих - 3,7 % — азіатів - 2,0 % — осіб інших рас |

До двох чи більше рас належало 0,5 %. Частка іспаномовних становила 7,3 % від усіх жителів.
За віковим діапазоном населення розподілялося таким чином: 20,0 % — особи молодші 18 років, 61,7 % — особи у віці 18—64 років, 18,3 % — особи у віці 65 років та старші. Медіана віку мешканця становила 51,7 року. На 100 осіб жіночої статі у селищі припадало 104,0 чоловіків;  на 100 жінок у віці від 18 років та старших — 108,9 чоловіків також старших 18 років.
Середній дохід на одне домашнє господарство  становив 368 840 доларів США (медіана — 144 375), а середній дохід на одну сім'ю — 423 836 доларів (медіана — 153 750). За межею бідності перебувало 3,1 % осіб, у тому числі 2,1 % дітей у віці до 18 років та 1,1 % осіб у віці 65 років та старших.
Цивільне працевлаштоване населення становило 215 осіб. Основні галузі зайнятості: освіта, охорона здоров'я та соціальна допомога — 27,4 %, фінанси, страхування та нерухомість — 20,9 %, науковці, спеціалісти, менеджери — 16,3 %.